# Torneo Argentino A 2007-08
El Torneo Argentino A 2007-08 fue la decimotercera edición de este torneo, correspondiente a la tercera división del fútbol argentino para los clubes indirectamente afiliados a la AFA. Se desarrolló desde el 18 de agosto de 2007, con el inicio de la Fase Campeonato, y el 15 de junio de 2008, con el partido final de vuelta por el ascenso. Participaron veinticinco equipos provenientes de catorce provincias, divididos en dos zonas de ocho participantes y una de nueve.
Atlético Tucumán obtuvo el único ascenso a la Primera B Nacional, mientras que otros cuatro clubes perdieron la categoría, descendiendo al Torneo Argentino B.

## Ascensos y descensos
- Equipos salientes

| Posición | Descendidos del Argentino A 2006/07 |
| -------- | ----------------------------------- |
| 8º       | Douglas Haig                        |
| 8º       | San Martín (M)                      |
| 8º       | Central Norte                       |

| Posición | Ascendidos del Argentino A 2006/07 |
| -------- | ---------------------------------- |
| Campeón  | Independiente Rivadavia            |

- Equipos entrantes

| Posición  | Ascendidos del Argentino B 2006/07 |
| --------- | ---------------------------------- |
| Ascenso 1 | Cipolletti                         |
| Ascenso 2 | Libertad                           |
| Ascenso 3 | Boca Unidos                        |

| Posición | Descendidos de la Primera B Nacional 2006/07 |
| -------- | -------------------------------------------- |
| 19°      | Huracán (TA)                                 |
| 20°      | Villa Mitre                                  |

El numero de participantes aumentó a 25.

## Formato

### Fase de grupos
Los 25 clubes se dividieron en tres zonas: dos de ocho equipos y una zona de nueve. Para que cada uno jugara la misma cantidad de partidos, los grupos de 8 equipos disputaron una fecha interzonal por rueda. Las zonas se desarrollaron bajo el sistema de todos contra todos a cuatro ruedas. Los dos mejores de cada grupo, más los dos mejores terceros pasaron a la Fase Final, mientras que los dos peores últimos perdieron la categoría de forma directa, y el último restante (junto con el peor penúltimo) debió jugar la promoción.

### Fase Final
En esta etapa, los ocho clubes fueron divididos en dos zonas de 4 equipos. Allí, se disputaron partidos bajo el sistema de todos contra todos, a un total de dos ruedas. El mejor de cada zona accedió a la final.

### Final
Se disputó a doble partido, invirtiendo la localía en la vuelta. El mejor primero fue local en el segundo partido.
En caso de igualdad global, el duelo debía resolverse por tiros desde el punto del penal. El vencedor obtendría el campeonato y el ascenso.

## Equipos participantes

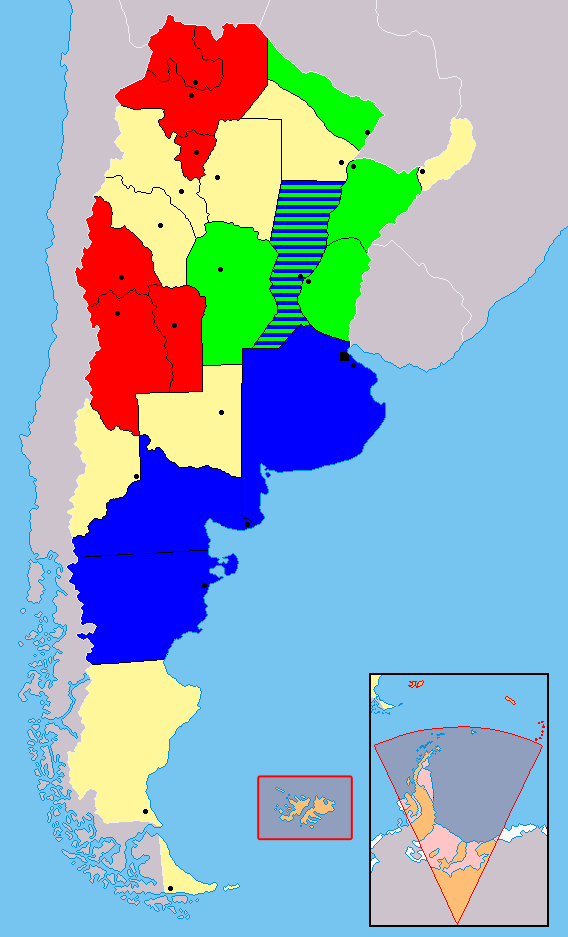
Distribución de los equipos por provincia. En rojo, provincias con equipos de la Zona 1; en verde, de la Zona 2; y en azul, de la Zona 3.

### Zona 1
| Equipo                                     | Ciudad                | Provincia | Liga de Origen            |
| ------------------------------------------ | --------------------- | --------- | ------------------------- |
| Club Atlético Tucumán                      | San Miguel de Tucumán | Tucumán   | Liga Tucumana de Fútbol   |
| Club Sportivo Desamparados                 | San Juan              | San Juan  | Liga Sanjuanina de fútbol |
| Club Atlético Gimnasia y Esgrima           | Mendoza               | Mendoza   | Liga Mendocina de Fútbol  |
| Centro Juventud Antoniana                  | Salta                 | Salta     | Liga Salteña de Fútbol    |
| Club Atlético Juventud Unida Universitario | San Luis              | San Luis  | Liga Sanluiseña de fútbol |
| Club Social y Deportivo La Florida         | La Florida            | Tucumán   | Liga Tucumana de Fútbol   |
| Asociación Atlético Luján de Cuyo          | Luján de Cuyo         | Mendoza   | Liga Mendocina de Fútbol  |
| Club Atlético Talleres                     | Perico                | Jujuy     | Liga Jujeña de Fútbol     |

### Zona 2
| Equipo                    | Ciudad                 | Provincia  | Liga de Origen                           |
| ------------------------- | ---------------------- | ---------- | ---------------------------------------- |
| Club Atlético 9 de Julio  | Rafaela                | Santa Fe   | Liga Rafaelina de fútbol                 |
| Club Atlético Boca Unidos | Corrientes             | Corrientes | Liga Correntina de fútbol                |
| Club Atlético Alumni      | Villa María            | Córdoba    | Liga Villamariense de fútbol             |
| Club Gimnasia y Esgrima   | Concepción del Uruguay | Entre Ríos | Liga de fútbol de Concepción del Uruguay |
| Club Deportivo Libertad   | Sunchales              | Santa Fe   | Liga Rafaelina de fútbol                 |
| Club Atlético Racing      | Córdoba                | Córdoba    | Liga Cordobesa de Fútbol                 |
| Club Sportivo Patria      | Formosa                | Formosa    | Liga Formoseña de fútbol                 |
| Club Atlético Unión       | Sunchales              | Santa Fe   | Liga Rafaelina de fútbol                 |

### Zona 3
| Equipo                                   | Ciudad        | Provincia    | Liga de Origen                        |
| ---------------------------------------- | ------------- | ------------ | ------------------------------------- |
| Club Cipolletti                          | Cipolletti    | Río Negro    | Liga Deportiva Confluencia            |
| Club Social y Atlético Guillermo Brown   | Puerto Madryn | Chubut       | Liga de fútbol Valle del Chubut       |
| Club Atlético Huracán                    | Tres Arroyos  | Buenos Aires | Liga Regional Tresarroyense de fútbol |
| Club Atlético Juventud                   | Pergamino     | Buenos Aires | Liga de fútbol Pergamino              |
| La Plata Fútbol Club                     | La Plata      | Buenos Aires | Liga Amateur Platense de fútbol       |
| Club Social y Deportivo Real Arroyo Seco | Arroyo Seco   | Santa Fe     | Liga de Fútbol Regional del Sud       |
| Club Rivadavia de Lincoln                | Lincoln       | Buenos Aires | Liga Deportiva del Oeste (Junín)      |
| Club Deportivo Santamarina               | Tandil        | Buenos Aires | Liga Tandilense de fútbol             |
| Club Villa Mitre                         | Bahía Blanca  | Buenos Aires | Liga del Sur (Bahía Blanca)           |

### Interzonales
Los rivales entre las zonas 1 y 2 fueron:
- Juventud Antoniana y Boca Unidos
- Talleres (P) y Sportivo Patria
- Juventud Unida (SL) y Gimnasia y Esgrima (CdU)
- Desamparados y 9 de Julio (R)
- Luján de Cuyo y Unión
- Gimnasia y Esgrima (M) y Libertad (S)
- La Florida y Racing (C)
- Atlético Tucumán y Alumni

## Fase Campeonato

### Zona A

#### Tabla de posiciones final
| Pos. | Equipo           | Pts. | PJ | PG | PE | PP | GF | GC | Dif. |
| ---- | ---------------- | ---- | -- | -- | -- | -- | -- | -- | ---- |
| 01.º | Santamarina      | 55   | 32 | 14 | 13 | 5  | 41 | 31 | 10   |
| 02.º | Cipolletti       | 54   | 32 | 14 | 12 | 6  | 51 | 37 | 14   |
| 03.º | Juventud         | 45   | 32 | 12 | 9  | 11 | 50 | 45 | 5    |
| 04.º | Guillermo Brown  | 42   | 32 | 10 | 12 | 10 | 38 | 37 | 1    |
| 05.º | Rivadavia        | 42   | 32 | 11 | 9  | 12 | 40 | 43 | −3   |
| 06.º | Huracán (TA)     | 41   | 32 | 10 | 11 | 11 | 37 | 35 | 2    |
| 07.º | Real Arroyo Seco | 41   | 32 | 11 | 8  | 13 | 46 | 48 | −2   |
| 08.º | Villa Mitre      | 37   | 32 | 9  | 10 | 13 | 43 | 46 | −3   |
| 09.º | La Plata         | 28   | 32 | 6  | 10 | 16 | 25 | 49 | −24  |

|  | Clasificados a la Fase Final Campeonato. |
|  | Jugó la Promoción.                       |

### Zona B

#### Tabla de posiciones final
| Pos. | Equipo                   | Pts. | PJ | PG | PE | PP | GF | GC | Dif. |
| ---- | ------------------------ | ---- | -- | -- | -- | -- | -- | -- | ---- |
| 01.º | Racing (C)               | 69   | 32 | 20 | 9  | 3  | 56 | 20 | 36   |
| 02.º | Unión (S)                | 59   | 32 | 16 | 11 | 5  | 51 | 29 | 22   |
| 03.º | Libertad (S)             | 53   | 32 | 14 | 11 | 7  | 46 | 31 | 15   |
| 04.º | Gimnasia y Esgrima (CdU) | 42   | 32 | 12 | 6  | 14 | 33 | 43 | −10  |
| 05.º | Boca Unidos              | 39   | 32 | 11 | 6  | 15 | 44 | 43 | 1    |
| 06.º | Alumni (VM)              | 32   | 32 | 8  | 8  | 16 | 31 | 46 | −15  |
| 07.º | 9 de Julio (R)*          | 30   | 32 | 9  | 9  | 14 | 37 | 46 | −9   |
| 08.º | Sportivo Patria          | 16   | 32 | 2  | 10 | 20 | 30 | 71 | −41  |

|  | Clasificados a la Fase Final Campeonato. |
|  | Descendió al Torneo Argentino B.         |

*Se le descontaron 6 puntos por incidentes.

### Zona C

#### Tabla de posiciones final
| Pos. | Equipo                       | Pts. | PJ | PG | PE | PP | GF | GC | Dif. |
| ---- | ---------------------------- | ---- | -- | -- | -- | -- | -- | -- | ---- |
| 01.º | Atlético Tucumán             | 68   | 32 | 21 | 5  | 6  | 65 | 26 | 39   |
| 02.º | Desamparados                 | 58   | 32 | 17 | 7  | 8  | 54 | 41 | 13   |
| 03.º | Talleres (P)                 | 55   | 32 | 15 | 10 | 7  | 40 | 31 | 9    |
| 04.º | Juventud Unida Universitario | 54   | 32 | 16 | 6  | 10 | 48 | 34 | 14   |
| 05.º | Juventud Antoniana           | 38   | 32 | 11 | 5  | 16 | 46 | 51 | −5   |
| 06.º | Gimnasia y Esgrima (M)       | 33   | 32 | 7  | 12 | 13 | 28 | 37 | −9   |
| 07.º | Luján de Cuyo                | 28   | 32 | 7  | 7  | 18 | 28 | 57 | −29  |
| 08.º | La Florida                   | 23   | 32 | 5  | 8  | 19 | 29 | 60 | −31  |

|  | Clasificados a la Fase Final Campeonato. |
|  | Jugó la Promoción.                       |
|  | Descendió al Torneo Argentino B.         |

## Fase Final

### Zona A

#### Tabla de posiciones final
| Pos. | Equipo       | Pts. | PJ | PG | PE | PP | GF | GC | Dif. |
| ---- | ------------ | ---- | -- | -- | -- | -- | -- | -- | ---- |
| 01.º | Racing (C)   | 14   | 6  | 4  | 2  | 0  | 7  | 0  | 7    |
| 02.º | Desamparados | 9    | 6  | 3  | 0  | 3  | 4  | 6  | −2   |
| 03.º | Santamarina  | 5    | 6  | 1  | 2  | 3  | 5  | 8  | −3   |
| 04.º | Libertad (S) | 5    | 6  | 1  | 2  | 3  | 6  | 8  | −2   |

|  | Clasificados a la Final. |

### Zona B

#### Tabla de posiciones final
| Pos. | Equipo           | Pts. | PJ | PG | PE | PP | GF | GC | Dif. |
| ---- | ---------------- | ---- | -- | -- | -- | -- | -- | -- | ---- |
| 01.º | Atlético Tucumán | 15   | 6  | 5  | 0  | 1  | 11 | 5  | 6    |
| 02.º | Cipolletti       | 12   | 6  | 4  | 0  | 2  | 12 | 9  | 3    |
| 03.º | Talleres (P)     | 6    | 6  | 2  | 0  | 4  | 6  | 9  | −3   |
| 04.º | Unión (S)        | 3    | 6  | 1  | 0  | 5  | 11 | 17 | −6   |

|  | Clasificados a la Final. |

## Final
Racing, como ganador del Grupo 1, y Atlético Tucumán, como ganador del Grupo 2, disputaron la final por el ascenso. Atlético Tucumán obtuvo la ventaja de definir la serie en su estadio por el total de puntos acumulados.

| 11 de junio de 2008, 20:30 | Racing (C)            | 2:1 (1:0) | Atlético Tucumán | Estadio Miguel Sancho, Córdoba, Córdoba |                                |
|                            | Velárdez 29' (p), 62' |           | Sarría 71'       | Árbitro(s): Miguel Ángel Mazon          | Árbitro(s): Miguel Ángel Mazon |

| 15 de junio de 2008, 14:00 | Atlético Tucumán     | 2:1 (1:1) | Racing (C)   | Estadio Monumental José Fierro, San Miguel de Tucumán, Tucumán |                            |
|                            | Álvarez 36' Verón '7 |           | Velárdez 45' | Árbitro(s): Mauro Giannini                                     | Árbitro(s): Mauro Giannini |

| Tiros desde el punto penal |  |     |  |           |
| Álvarez                    |  | 0:0 |  | Fernández |
| Erroz                      |  | 1:1 |  | Velárdez  |
| Rodríguez                  |  | 2:2 |  | Soriano   |
| Hernández                  |  | 3:2 |  | Fernández |
| Ischuk                     |  | 4:2 |  |           |

Atlético Tucumán obtuvo el ascenso a la Primera B Nacional.
Racing (C) obtuvo el derecho a jugar la promoción, en la cual cayó derrotado por un marcador global de 3-2 ante Talleres (C).

## Descensos y promociones con elTorneo Argentino B
La Florida (Tucumán)
y Sportivo Patria (Formosa) descendieron directamente al Torneo Argentino B por haber finalizado como peores últimos.
La Plata FC (La Plata, Buenos Aires), como mejor último, y Luján de Cuyo (Mendoza), como peor penúltimo, jugaron series promocionales para definir su continuidad en la categoría. Obtuvieron sendas derrotas, por lo que acabaron descendiendo al Torneo Argentino B.

### Tabla de penúltimos
| Pos. | Equipo         | Pts. | PJ | PG | PE | PP | GF | GC | Dif. |
| ---- | -------------- | ---- | -- | -- | -- | -- | -- | -- | ---- |
| 8.º  | Villa Mitre    | 37   | 32 | 9  | 10 | 13 | 43 | 46 | −3   |
| 7.º  | 9 de Julio (R) | 30   | 32 | 9  | 9  | 14 | 37 | 46 | −9   |
| 7.º  | Luján de Cuyo  | 28   | 32 | 7  | 7  | 18 | 28 | 57 | −29  |

|  | Jugó la Promoción. |

### Tabla de últimos
| Pos. | Equipo          | Pts. | PJ | PG | PE | PP | GF | GC | Dif. |
| ---- | --------------- | ---- | -- | -- | -- | -- | -- | -- | ---- |
| 09.º | La Plata        | 28   | 32 | 6  | 10 | 16 | 25 | 49 | −24  |
| 08.º | La Florida      | 23   | 32 | 5  | 8  | 19 | 29 | 60 | −31  |
| 08.º | Sportivo Patria | 16   | 32 | 2  | 10 | 20 | 30 | 71 | −41  |

|  | Jugó la Promoción.               |
|  | Descendió al Torneo Argentino B. |

### Promoción
| Fecha                                             | Hora  | Equipo local          | Resultado | Equipo visitante      |
| ------------------------------------------------- | ----- | --------------------- | --------- | --------------------- |
| 22 de junio                                       | 16:00 | Central Córdoba (SdE) | 4 - 0     | Luján de Cuyo         |
| 29 de junio                                       | 16:00 | Luján de Cuyo         | 1 - 1     | Central Córdoba (SdE) |
| Central Córdoba asciende con resultado global 5-1 |       |                       |           |                       |

| Fecha                                      | Hora  | Equipo local | Resultado | Equipo visitante |
| ------------------------------------------ | ----- | ------------ | --------- | ---------------- |
| 22 de junio                                | 15:00 | Alvarado     | 3 - 1     | La Plata         |
| 28 de junio                                | 15:00 | La Plata     | 2 - 1     | Alvarado         |
| Alvarado asciende con resultado global 4-3 |       |              |           |                  |